# Turbomeca
Turbomeca är en fransk tillverkare av gasturbiner och jetmotorer.

## Historia
Turbomeca grundades 29 augusti 1938 av Joseph Szydlowski och André Planiol för att tillverka den kompressor som de fått patent på 1937. Kompressorn tillverkades för Hispano-Suiza som använde den i sin 12Y-motor. Företaget växte kraftigt under sina första år tills andra världskriget bröt ut. Efter Tysklands ockupation av Frankrike flyttades fabriken från Mézières-sur-Seine till Saint-Pé-de-Bigorre, men eftersom faciliteterna där var otillräckliga öppnades en ny fabrik i Bordes 1941. I november 1942 flydde Szydlowski till Schweiz och därefter låg produktionen i princip nere tills kriget var över.
År 1950 konstruerade man den lilla jetmotorn Palas (dragkraft 1,6 kN) och som också tillverkades på licens av Blackburn Aircraft i Storbritannien. År 1957 började man producera turbopropmotorn Bastan för passagerarflygplanet Nord 262. År 1968 inledde man ett samarbete med Rolls-Royce för att utveckla motorn Adour för SEPECAT Jaguar.

## Produkter
| Gasturbiner - Turbomeca Ardiden (1 384 hk) - Turbomeca Arrano (1 000 hk) - Turbomeca Arriel (700 hk) - Turbomeca Arrius (716 hk) - Turbomeca Artouste (550 hk) - Turbomeca Astazou (320 hk) - Turbomeca Bastan (650 hk) - Turbomeca Makila (1 700 hk) - Turbomeca TM 333 (1 100 hk) - Turbomeca Turmo (1 600 hk) | Jetmotorer - Turbomeca Marboré (3,9 kN) - Turbomeca Palas (1,6 kN) - Turbomeca Palouste - Turbomeca Astafan (7,5 kN) - Turbomeca Aubisque (6,9 kN) |